# 블루 아카이브
《블루 아카이브》(일본어: ブルーアーカイブ -Blue Archive-, 영어: Blue Archive, 중국어: 蔚蓝档案)는 대한민국의 게임 회사 넥슨의 자회사인 넥슨게임즈가 개발한 롤플레잉 게임이다. 안드로이드 및 iOS 플랫폼으로 발매됐다.
블루 아카이브는 환상의 도시 키보토스에서 진행된다. 키보토스에는 수천 개의 서로 다른 아카데미가 있으며 각각은 대부분 독립적인 학구로 나뉜다. 플레이어는 학원 운영위원회인 총학생회장이 실종되기 전에 소환된 선생님의 역할을 맡는다. 총학생회장의 실종 이후 키보토스에 몇 가지 문제가 나타나기 시작하고 학생들은 개인 무기를 소지하기 시작한다. 선생님은 관련된 문제를 해결하는 임무를 가지고 있다.

## 게임플레이

블루 아카이브 표지

블루 아카이브는 플레이어가 최대 6명(스페셜 2명, 스트라이커 4명)의 유닛을 구성해 메인 미션, PvP 등 다양한 캠페인에 참여할 수 있는 롤플레잉 게임이다. 인앱 구매로 구매할 수 있는 인게임 화폐를 이용해 가챠 시스템을 통해 더 많은 수강생을 모집할 수 있다. 유닛은 턴 기반의 맵에 동원되며 적과 상호 작용할 때 전투가 시작된다.
특수 유닛은 직접 전투에 참여하지 않고 스트라이커를 지원한다. 스트라이커는 전투 중에 일반 공격을 자동으로 발사한다. PvP 모드에서는 자동으로 스킬이 선택된다. 학생들의 공격과 방어는 그들의 장단점을 결정짓는 가위바위보 기반의 유형을 가지고 있다.

## 개발
Yostar는 2020년 7월 모바일 게임을 발표하였다. 2020년 출시 예정이었으나 2021년 2월 4일로 연기되었다. 2021년 8월에는 영어 버전이 발표되었으며, 출시 전에는 사전 등록 수가 백만 명을 돌파하였다. 블루 아카이브는 같은 해 11월 8일 전 세계에 출시되었다.

## 수상
2022년 11월 16일, 블루 아카이브는 2022 대한민국 게임대상 시상식에서 유저들이 직접 선정하는 인기상과 뒤따라 시상되는 기술창작상의 캐릭터 부문에서 수상하면서 2관왕을 달성하였다. 특히 인기상은 대한민국 국회에서 문화콘텐츠포럼과 게임포럼 대표를 맡고 있는 더불어민주당 조승래 의원이 시상하여 눈길을 끌었고 김용하 총괄 PD가 나서서 수상 소감을 발표하였다.